# Maniac Mansion
Maniac Mansion é um jogo de aventura gráfica de 1987 desenvolvido e publicado pela Lucasfilm Games. O jogo segue o protagonista adolescente Dave Miller enquanto ele tenta resgatar sua namorada Sandy Pantz de um cientista louco chamado Dr. Fred Edison, cuja mente foi escravizada por um meteoro. O jogador usa uma interface de apontar e clicar para guiar Dave e dois de seus seis amigos jogáveis pela mansão do cientista, dessa forma resolvendo diversos quebra-cabeças e evitando o perigo. A jogabilidade não é linear e o jogo deve ser concluído de diferentes maneiras com base na escolha dos personagens. Lançado inicialmente para Commodore 64 e Apple II, Maniac Mansion foi o primeiro produto publicado pela própria Lucasfilm Games.

## Jogabilidade
Maniac Mansion é um jogo de aventura gráfica no qual o jogador usa uma interface de apontar e clicar para guiar os personagens por um mundo de jogo bidimensional e resolver quebra-cabeças. Quinze comandos de ação, como "Walk To" e "Unlock", podem ser selecionados pelo jogador em um menu na metade inferior da tela. O jogador inicia o jogo escolhendo dois dos seis personagens para acompanhar o protagonista Dave Miller: Bernard, Jeff, Michael, Razor, Syd e Wendy. Cada personagem possui habilidades únicas: por exemplo, Syd e Razor podem tocar instrumentos musicais, enquanto o nerd Bernard pode consertar eletrodomésticos. O jogo pode ser completado com qualquer combinação de personagens; mas, como muitos quebra-cabeças só podem ser resolvidos por determinados personagens, caminhos diferentes devem ser seguidos com base na composição do grupo. Maniac Mansion apresenta cutscenes, palavra cunhada por Ron Gilbert, que interrompem o jogo para avançar a história e informar o jogador sobre eventos fora da tela.

## Enredo
O jogo se passa na mansão da família fictícia Edison: Dr. Fred, um cientista maluco; a enfermeira Edna, sua esposa; e seu filho Weird Ed. Vivendo com os Edisons estão dois grandes tentáculos desencarnados, um roxo e outro verde. A sequência de introdução mostra que um meteoro senciente caiu perto da mansão vinte anos antes; fez lavagem cerebral nos Edisons e orientou o Dr. Fred a obter cérebros humanos para uso em experimentos. O jogo começa quando Dave Miller se prepara para entrar na mansão para resgatar sua namorada, Sandy Pantz, que havia sido sequestrada pelo Dr. Com exceção do tentáculo verde, os habitantes da mansão são hostis e irão jogar os personagens dos jogadores na masmorra – ou, em algumas situações, matá-los – se os virem. Quando um personagem morre, o jogador deve continuar com o restante dos três personagens selecionados; o jogo termina se todos os personagens forem mortos. Maniac Mansion tem cinco finais possíveis, com base em quais personagens são escolhidos, quais sobrevivem e o que os personagens realizam.

## Desenvolvimento
O jogo foi desenvolvido em 1985 por Ron Gilbert e Gary Winnick, que buscavam contar uma história cômica baseada em filmes de terror e clichês de filmes B. Eles mapearam o projeto como um jogo de tabuleiro antes do início da codificação. Embora os títulos de aventura anteriores dependessem de linhas de comando, Gilbert não gostava de tais sistemas e desenvolveu a interface mais simples de apontar e clicar do Maniac Mansion como um substituto. Para acelerar a produção, ele criou um motor de jogo chamado SCUMM, que foi usado em muitos títulos posteriores da LucasArts. Após seu lançamento, Maniac Mansion foi portado para diversas plataformas. Uma versão para o Nintendo Entertainment System teve que ser fortemente reformulada, em resposta às preocupações da Nintendo of America de que o jogo era impróprio para crianças.

## Recepção
De acordo com Stuart Hunt da Retro Gamer, Maniac Mansion recebeu críticas positivas. No entanto, Ron Gilbert observou que "não foi um grande sucesso" comercialmente. Em 2011, Hunt escreveu que "como costuma acontecer com os clássicos cult, a popularidade que viu demorou a chegar".